# Bengt Heyman
Bengt Heyman, född 26 augusti 1883 i Stockholm, död 3 juni 1942, var en svensk seglare.
Han seglade för KSSS. Han blev olympisk silvermedaljör i Stockholm 1912. Heyman är begravd på Lidingö kyrkogård.